# Vila Nova do Piauí
Vila Nova do Piauí är en kommun i Brasilien.   Den ligger i delstaten Piauí, i den östra delen av landet, 1 200 km nordost om huvudstaden Brasília. Antalet invånare är 3 076.
Omgivningarna runt Vila Nova do Piauí är huvudsakligen savann. Runt Vila Nova do Piauí är det glesbefolkat, med 19 invånare per kvadratkilometer.